# Kutina
Kutina és un poble i municipi de Croàcia que es troba al comtat de Sisak-Moslavina, al centre del país.